# Kurt Nurmi
Kurt Nurmi, född 1955, är en svensk journalist, chefredaktör, lärare och författare.
Nurmi var åren 2006–2018 chefredaktör och ansvarig utgivare för den samhällspolitiska tidskriften Pockettidningen R. Han var även tidningens ägare, från 2008 tillsammans med tidningens redaktör Maria Hagström. Under Nurmis tid på Pockettidningen R har han varit utgivare av ett 30-tal böcker med journalistisk inriktning. Tidskriften, som startades av Hans Nestius i samarbete med de så kallade R-förbunden 1970 har genom åren fått flera utmärkelser, bland annat Stora Journalistpriset och Vilhelm Moberg-stipendiet. År 2007 utsågs den till Årets Kulturtidskrift.
Nurmi var reporter på Värnamo Nyheter från 1974, och senare på Hallandsposten. Han blev frilansskribent och journalistutbildare 1988, flertalet år med Stockholm som bas.
2000–2002 var han chefredaktör för journalisternas facktidning Journalisten.
Som utbildare har Nurmi bland annat varit verksam på Fojo (fortbildning för journalister), journalistutbildningar på högskolor och universitet, folkhögskolor samt på olika tidningar och andra medieföretag.
Han är redaktör tillsammans med Marie Kronmarker för Innan journalistiken dör - en antologi om journalistik och om tillståndet i Sverige strax före sekelskiftet (1997), samt medredaktör till skrifterna Rydö Folkets hus (1984) och Den fria tanken - Olof Palme i Rydö Folkets hus (1987). Han är även en av initiativtagarna till 'Rydöpriset för den fria tanken - till Olof Palmes minne', vilket utdelats årligen sedan 1987 till "organisation eller person som verkar för det fria ordet och den fria tanken till en samhällsutveckling i fred och frihet."
Nurmi har som författare givit ut diktsamlingarna Rop och Resor (1989), Tills jag blöder (1997) och När ljuset vilar (1998).
Sedan 2019 är Kurt Nurmi i huvudsak författare. Han utkom 2020 med boken "Se dig inte om i vrede", innehållande noveller, scener och småtexter. Han har även skrivit romanen "Snälla pojkar längtar mest" som utspelar sig 1978 i ett fiktivt samhälle i Småland. 
2021 utkom Kurt Nurmis bok "Vi kom aldrig till Dubrovnik", med noveller och småstycken, och 2022 samlingen "Dikter från Då". Utkom 2023 med novellsamlingen "Det är långt till Bagdad".
Han bor sedan 2014 på Tjockö i Stockholms norra skärgård.